# Wieża ciśnień w Oleśnicy
Wieża ciśnień w Oleśnicy – wieża wodna w Oleśnicy zaprojektowana przez Adolfa Thiema, powstała w latach 1896–1897 w ramach budowy miejskiej sieci wodociągowej. 
Zabytek nieruchomy w gminnej ewidencji poza rejestrem zabytków.

## Historia
Do XIX wieku Oleśnica posiadała dwa otwarte ujęcia wody dla mieszkańców, do której sprowadzano wodę specjalnym kanałem z rzeki Oleśnica z okolic Spalic. Brak systemu wodociągowego i poleganie na otwartych źródłach wody doprowadziło do kilku epidemii cholery w mieście (lata 1830, 1837, 1849, 1850, 1866). Pierwsza próba głębinowego pozyskania wody miała miejsce na przełomie lat 1883–1884, ale bez zadowalających rezultatów.
Źródła nieskażonej wody zostały później odkryte w okolicach podmokłych łąk przy Parku Miejskim. Początkowo na tym obszarze wywiercono osiem studni (ich ostateczna liczba to 17 w wieku XX). Zakłady wodociągowe oraz niezbędną do utrzymania ciśnienia w sieci miejskiej wieżę zaprojektował inżynier Adolf Thiem. Zastosował on innowacyjną, jak na przełom XIX i XX wieku, technikę wykonania stropu z zespolonych blach grubościennych. Z ujęć woda była dostarczana do zakładów wodociągowych, gdzie była filtrowana (m.in. z powodów dużej zawartości żelaza). Stąd przy pomocy pomp była transportowana do sieci miejskiej i ujęć ręcznych na ulicach, a także zbiornika i wieży ciśnień.
Kompletny system wodociągów z polami zalewowymi i kompletnym podłączeniem wszystkich domów ukończono w 1912 roku. Cztery lata wcześniej ukończono system kanalizacji miejskiej.
W 1993 lub 1994 roku  oraz w 2020 roku zbiornik w wieży przeszedł prace konserwacyjne i remontowe. Wieża wchodzi w skład obiektów należących do Zakładu Wodociągów i Kanalizacji.

## Architektura
Wieża zlokalizowana jest na działce przy ul. Wojska Polskiego 57 (ówczesna Wartenbergerstrasse). Składają się na nią ceglana, jednokondygnacyjna bryła trzonu wieży (częściowo podpiwniczona), stalowy zbiornik na wodę i osłona zbiornika przykryta ostrosłupowym dachem. Została wzniesiona w konwencji historyzmu z odwołaniem do epoki średniowiecza .
Wieża o wysokości 45 metrów zbudowana została na planie koła o średnicy (przy przyziemiu) 12,9 m, a na wysokości zbiornika 10,75 m . Po II wojnie światowej (prawdopodobnie w 1967 roku) wokół trzonu zamontowano metalowe obejmy w celu powstrzymania pękania ścian. Stalowy i nitowany zbiornik na wodę umieszczony jest na wysokości 22 m. Jego dno jest wklęsłe. Jego wymiary są następujące: średnica 10 m, wysokość 5,8 m. Jego pojemność to 350 m³ lub 500 m³ . Zbiornik obudowany jest stalową konstrukcją nośną .
Dojście do zbiornika umożliwiają spiralne schody poprowadzone przy ścianie wieży .
W miejscach przejścia cokołu w trzon i trzonu w głowicę znajdują się ozdobne gzymsy. W wieży są cztery rzędy okien zwieńczonych łukiem, rozmieszczonych osiowo i symetrycznie. Na trzech poziomach znajdują się po cztery okna, natomiast na czwartym poziomie jest osiowo osiem okien. Dach ma cztery symetrycznie rozmieszczone lukarny .

## Galeria

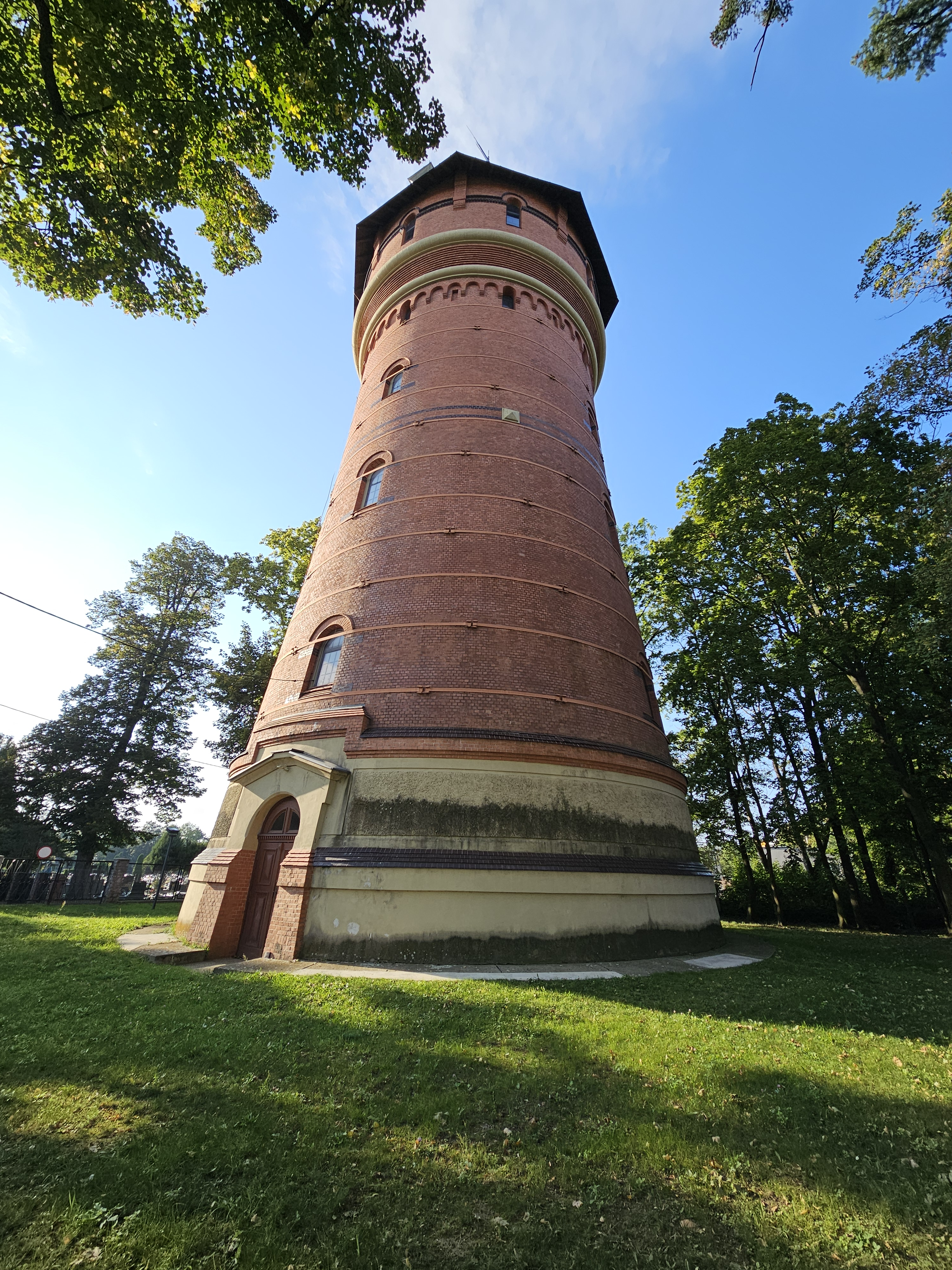
Widok na wieżę od przyziemia
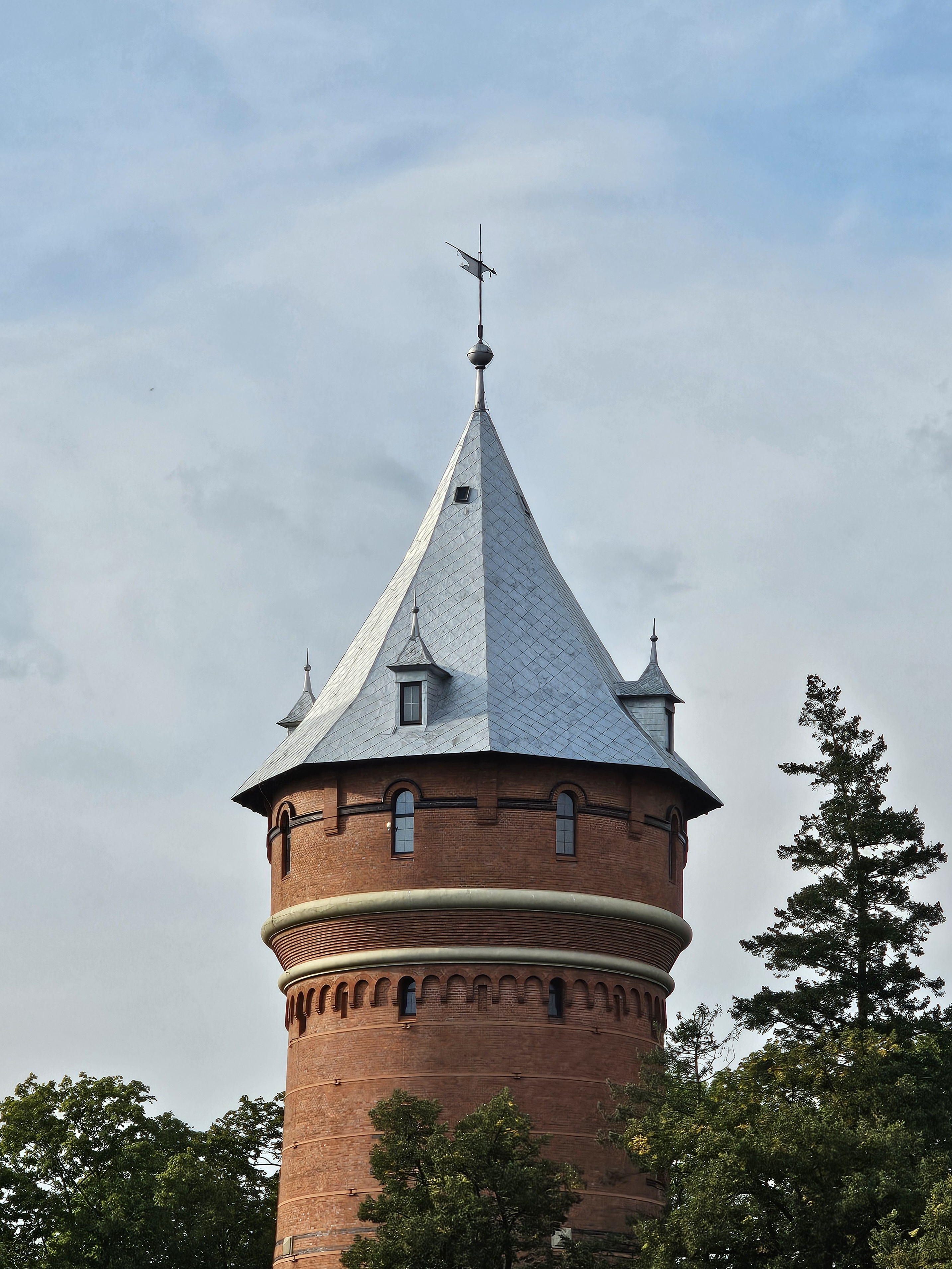
Zbliżenie na głowicę i dach
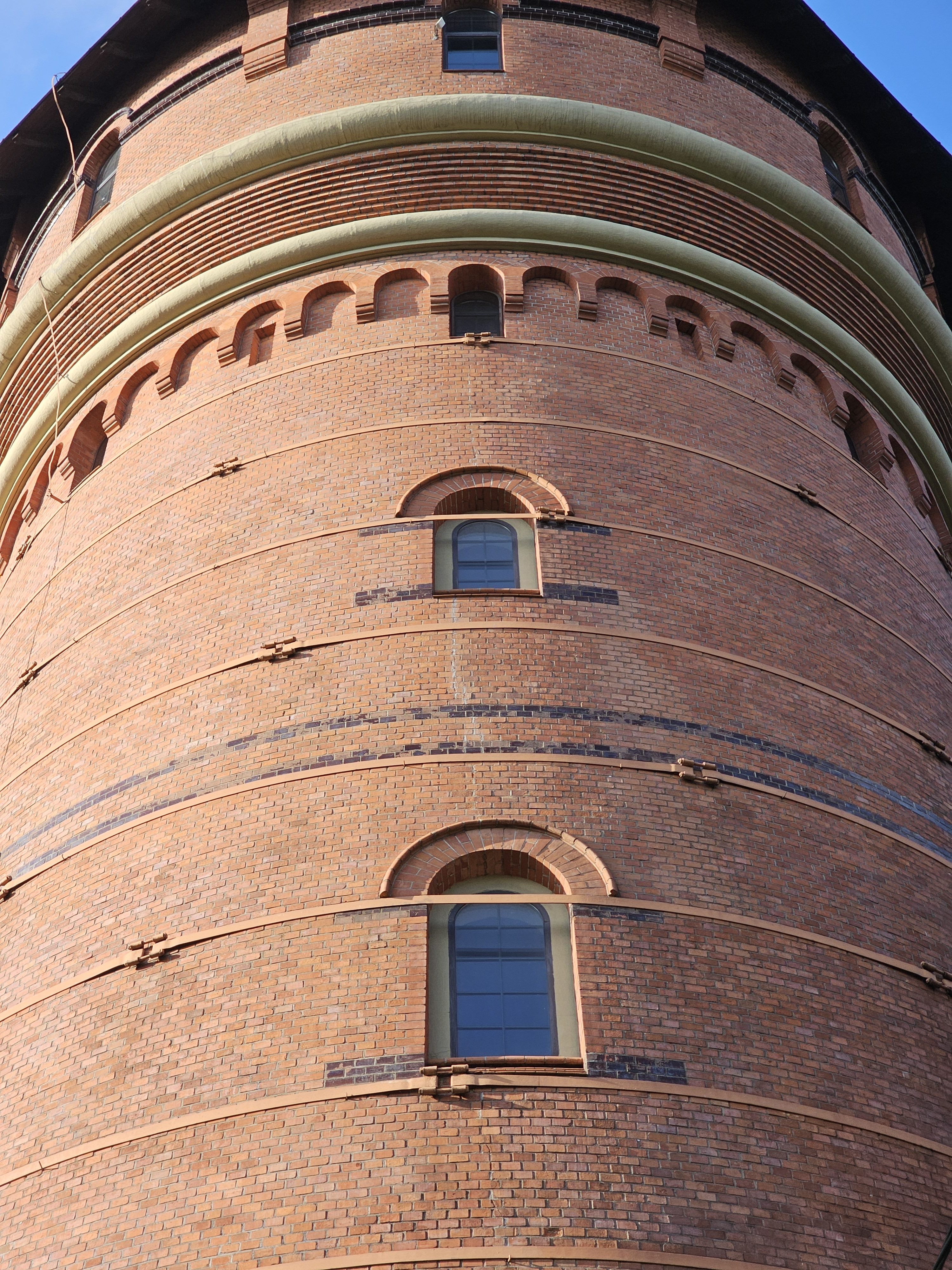
Okna trzonu wieży i metalowe obręcze
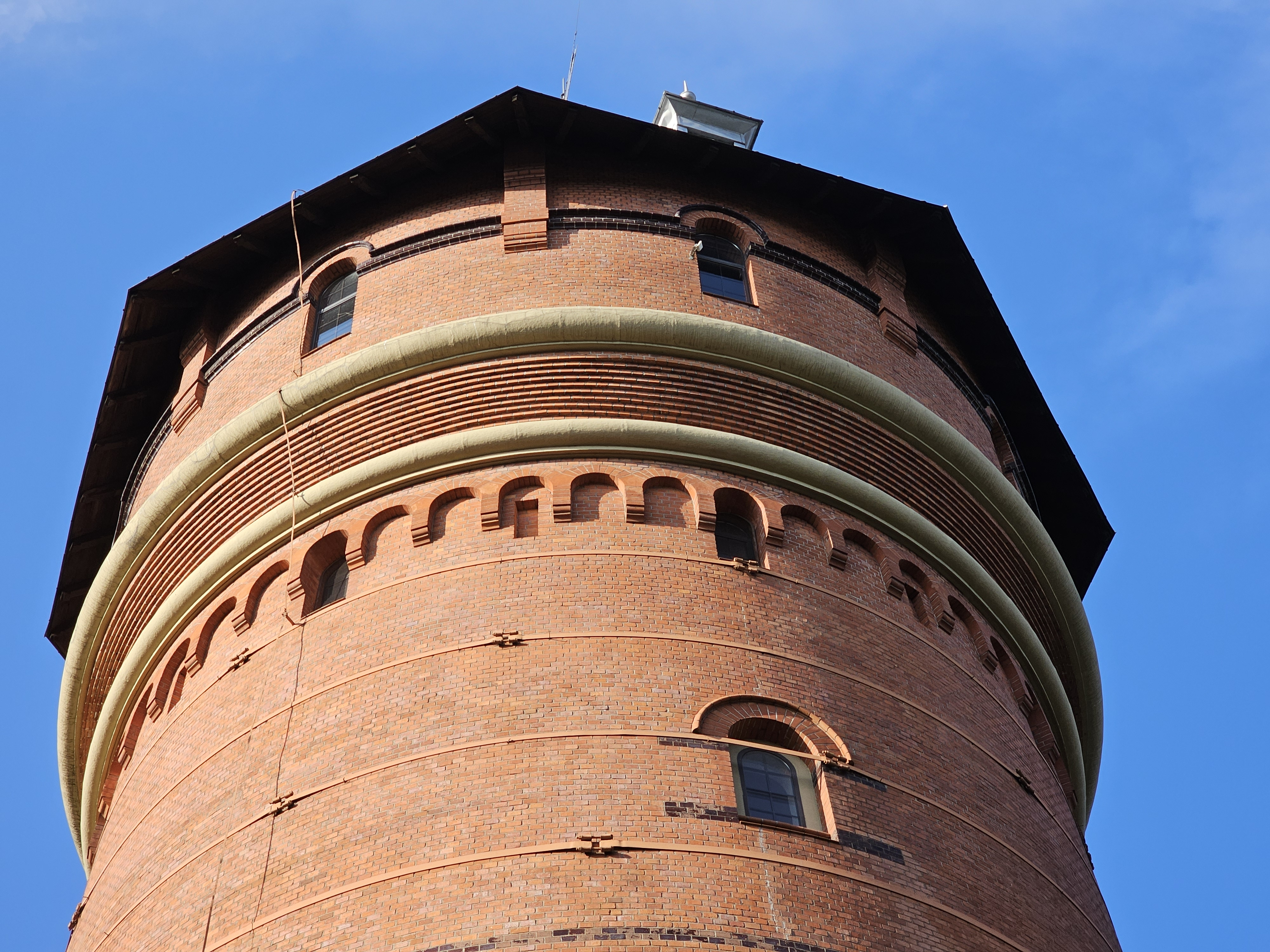
Przejście trzonu wieży w głowicę